# La bocca
La bocca è un film drammatico italiano del 1991 diretto da Luca Verdone, e con protagonisti Tahnee Welch e Rodney Harvey.

## Trama
La restauratrice Alessandra viene inviata dal Ministero dei Beni Culturali a restaurare un antico affresco, sito nella maestosa villa della famiglia nobile Rospigliosi. Qui Alessandra si troverà di fronte ad una situazione decisamente complicata e fuori da ogni sua immaginazione. La famiglia Rospigliosi infatti è in attesa che la contessa Bianca, matriarca della famiglia e proprietaria della villa, muoia, per poter spartire la cospicua eredità e liberarsi della villa, nonostante l'altissimo valore storico. Intanto l'avvocato Picchi, figlio della contessa, ha una tresca con una domestica, mentre la sorella Veronica, nasconde al mondo esterno, perché sordomuto, il figlio Giulio,  che è cresciuto come un selvaggio. Alessandra, senza neppure rendersene conto finisce coinvolta nelle dinamiche famigliari e negli intrighi dei Rospigliosi e si innamora di Giulio, nonostante sia già fidanzata.

## Produzione

### Luoghi delle riprese
Il film è stato girato a Villa Arceno, in località Arceno nel comune di Castelnuovo Berardenga in provincia di Siena.

## Accoglienza

### Critica
«Un'attenzione formale non indifferente [...] suggestioni pittoriche e paesaggistiche [...] si rimane fermi alla bella confezione priva di vita.» *½

## Riconoscimenti
- 1991 – David di Donatello
  - Candidatura alla migliore attrice non protagonista a Alida Valli